# Tayvon Gray
Tayvon Howard Gray (New York, 19 agosto 2002) è un calciatore statunitense naturalizzato giamaicano, difensore del New York City.

## Carriera

### Club
Cresciuto nel settore giovanile del New York City, ha esordito in prima squadra il 24 aprile 2021 disputando l'incontro di MLS vinto 5-0 contro l'FC Cincinnati.

### Nazionale
Ha giocato nella nazionale statunitense Under-17, con la quale ha anche conquistato un secondo posto nel campionato nordamericano di categoria.

## Statistiche

### Presenze e reti nei club
Statistiche aggiornate al 7 aprile 2022.
| Stagione        | Squadra         | Campionato      | Campionato | Campionato | Coppe nazionali | Coppe nazionali | Coppe nazionali | Coppe continentali | Coppe continentali | Coppe continentali | Altre coppe | Altre coppe | Altre coppe | Totale | Totale |
| Stagione        | Squadra         | Comp            | Pres       | Reti       | Comp            | Pres            | Reti            | Comp               | Pres               | Reti               | Comp        | Pres        | Reti        | Pres   | Reti   |
| --------------- | --------------- | --------------- | ---------- | ---------- | --------------- | --------------- | --------------- | ------------------ | ------------------ | ------------------ | ----------- | ----------- | ----------- | ------ | ------ |
| 2020            | New York City   | MLS             | 0          | 0          |                 | -               | -               | CCL                | 0                  | 0                  |             | -           | -           | 0      | 0      |
| 2021            | New York City   | MLS             | 10+4       | 0          |                 | -               | -               |                    | -                  | -                  | LC          | 1           | 0           | 15     | 0      |
| 2022            | New York City   | MLS             | 2          | 0          | USOC            | 0               | 0               | CCL                | 3                  | 0                  |             | -           | -           | 5      | 0      |
| Totale carriera | Totale carriera | Totale carriera | 16         | 0          |                 | 0               | 0               |                    | 3                  | 0                  |             | 1           | 0           | 20     | 0      |

## Palmarès

### Club

#### Competizioni nazionali
- Campionato MLS: 1

New York City: 2021

#### Competizioni internazionali
- Campeones Cup: 1

New York City: 2022